# Josep María Fusté
Josep María Fusté (ur. 15 kwietnia 1941 w Linyoli, zm. 20 kwietnia 2023) – hiszpański piłkarz grający na pozycji obrońcy.
Najdłuższy okres w jego karierze przypadł na lata gry w katalońskim klubie FC Barcelona, gdzie grał w latach 1962–1972. W sumie rozegrał 492 spotkań i pomógł drużynie w zdobyciu kilku trofeów Copa del Generalismo.
W reprezentacji Hiszpanii grał 1964–1969.
Po zakończeniu kariery był dalej związany z FC Barceloną, organizował mecze drużyny weteranów. Pracował także jako konsultant rady nadzorczej klubu.